# Ákos Vereckei
Ákos Vereckei (Budapest, 26 agosto 1977) è un canoista ungherese.
Ha vinto due titoli olimpici nel K4 1000m a Sydney 2000 e ad Atene 2004. Numerosi sono anche i titoli mondiali ed europei.

## Palmarès
- Olimpiadi

Sydney 2000: oro nel K4 1000m.
Atene 2004: oro nel K4 1000m.
- Mondiali

1997 - Dartmouth: oro nel K4 500m.
1998 - Seghedino: oro nel K1 500m.
1999 - Milano: oro nel K1 500m e K4 1000m, bronzo nel K4 500m.
2001 - Poznań: oro nel K1 500m.
2002 - Siviglia: bronzo nel K2 1000m.
2003 - Gainesville: argento nel K4 1000m.
2006 - Seghedino: oro nel K4 1000m.
- Campionati europei di canoa/kayak sprint

Plovdiv 1997: oro nel K4 500m.
Zagabria 1999: oro nel K1 1000m, argento nel K2 500m e K2 1000m.
Poznań 2000: oro nel K1 500m e argento nel K4 1000m.
Milano 2001: oro nel K1 500m e argento nel K1 1000m.
Seghedino 2002: oro nel K1 500m.
Poznań 2004: oro nel K1 500m e nel K4 1000m.
Poznań 2005: oro nel K1 500m.
Pontevedra 2007: argento nel K4 1000m.
Trasona 2010: argento nel K2 1000m.